# Rugiloricus cauliculus
Rugiloricus cauliculus es una especie de animal marino del filo de los loricíferos de la familia Pliciloricidae. 

## Distribución
Esta especie es oriunda en la costa del Océano Atlántico correspondiente a Carolina del Norte, Estados Unidos.